# Coopération arabo-africaine
La coopération arabo-africaine est une relation de coopération internationale qui s’est établie dans la seconde moitié du XXe siècle entre deux organisations internationales regroupant des États partageant la vision des pays non-alignés : la Ligue arabe et l’Organisation de l'unité africaine (OUA). Elle s’est développée à partir du constat que les relations arabo-africaines sont anciennes et reposent notamment sur le fait que ces deux mondes se recoupent : d’une part la moitié de la population africaine est considérée comme arabe et d’autre part, les 2/3 des Arabes sont africains,. Sur le plan politique, la coopération entre les deux ensembles débute en 1963, la Ligue arabe ayant été créée en 1945 mais l’Organisation de l’Unité africaine seulement en mai 1963. Sur le plan économique, la coopération arabo-africaine prend son essor lors de l’apparition d’importants excédents financiers chez les pays arabes exportateurs de pétrole à la suite du quadruplement du prix du pétrole en 1973-1974, ces pays ayant souhaité affecter une partie de leurs excédents financiers à des projets de développement. Sur le plan culturel, la coopération arabo-africaine, assez mal définie, reste peu visible.

## Coopération politique

### Les débuts
Les débuts de la coopération arabo-africaine sont difficiles dans la mesure où plusieurs pays africains exigent la dissolution des organisations internationales régionales (UAM, Ligue arabe) avant d’engager des discussions sur la coopération afro-arabe, mais ces difficultés sont finalement écartées lors de la première conférence des ministres des affaires étrangères des pays arabes et africains réunie à Dakar le 10 août 1963. La décennie qui suit est assez peu productive en termes concrets, mais la guerre arabo-israélienne de 1973 donne un coup de fouet décisif à la coopération arabo-africaine. En novembre 1973, la conférence des rois et chefs d’État arabes réunie à Alger rend « un vibrant hommage aux États frères d’Afrique » pour avoir manifesté leur solidarité envers les peuples arabes et vote à l’unanimité une résolution appelant à transcrire dans le concret à la coopération arabo-africaine « dans tous les domaines et en particulier sur le plan de la coopération politique et économique. » Le sommet d’Alger entérine aussi plusieurs décisions concrètes : 
- Développement de la représentation des États arabes en Afrique
- Rupture des relations diplomatiques, consulaires, culturelles et économiques (y compris un embargo pétrolier) avec les États qui restent ancrés dans une politique colonialiste, à savoir le Portugal, la Rhodésie et l’Afrique du sud, et aide aux mouvements de libération
- Renforcement de la coopération économique, financière et culturelle entre États arabes et africains
- Création de la Banque Arabe pour le Développement en Afrique (BADEA)
- Adoption de mesures spéciales afin de faciliter l’approvisionnement en pétrole des pays africains touchés par la hausse spectaculaire des cours du pétrole brut[3].

### Historique au travers des sommets afro-arabes
4 sommets afro-arabes seulement jalonnent l'histoire de la coopération arabo-africaine. Un 5e sommet, prévu pour mars 2020 en Arabie saoudite, a été ajourné sine die début 2020.

#### Sommet du Caire (1977): la Déclaration fondatrice
Pour orienter la coopération afro-arabe, un sommet OUA-Ligue arabe est organisé au Caire en 1977, qui décide la création de plusieurs institutions de coopération dans les domaines économique, économique et culturel. Il réunit 21 États arabes et 40 États africains et adopte notamment la « Déclaration du Caire » (nom complet : « déclaration et programme d’action sur la coopération afro-arabe ») qui inscrit la coopération afro-arabe dans la perspective d’une coopération sud-sud destinée d'une part à permettre aux États coopérant de s’entraider et d'autre part de travailler à « un nouvel ordre économique international plus juste et plus équitable ». La déclaration du Caire définit comme grands domaines de la coopération afro-arabe : 
- La coopération politique et diplomatique : celle-ci vise avant tout à renforcer la politique de non-alignement, qui est alors un principe commun à l’OUA et à la Ligue arabe. Elle se fixe ensuite l’objectif de lutter contre « l’impérialisme, le colonialisme, le sionisme, l’apartheid et toutes autres formes de discrimination raciale et religieuse ». Elle entend coordonner l’action des représentants africains et arabes dans le cadre des Nations-Unies et de leurs agences. Enfin elle veut continuer à soutenir les mouvements de libération nationale africains et arabes. Toutefois, cette dernière dimension se heurte au fait que certains mouvements ne sont pas reconnus par la Ligue arabe et/ou par l’OUA. La question du Front Polisario ne sera ainsi jamais résolue et viendra faire exploser le 4e sommet afro-arabe (voir infra).
- La coopération économique : la Déclaration du Caire prévoit une longue liste d’actions dans 6 domaines : le commerce, l’industrie et les mines, l’agriculture, l’énergie, les communications (regroupant les transports et les télécommunications et la finance.
- La coopération culturelle, scientifique et technique : la Déclaration du Caire reste assez générale dans ces domaines dont elle évite de traiter les principaux écueils[3].

#### Sommet de Syrte (2010): la relance
En octobre 2010, un deuxième sommet afro-arabe est réuni à Syrte en Libye afin de relancer le partenariat afro-arabe dans le contexte d’une économie mondialisée, bien différent du contexte des années 1970. Sentant le besoin de réchauffer les relations, le colonel Khadafi, l’hôte du sommet, présente ses excuses aux Africains pour la traite négrière arabe, et émet le souhait que les autres pays arabes fassent de même. Ce sommet produit un projet de " stratégie de partenariat" et un plan d'actions pour la période 2011-2016.

#### Sommet de Koweit (2013): la réponse au printemps arabe et à la concurrence chinoise
Un 3e sommet afro-arabe est organisé au Koweit en novembre 2013, devant le constat que la coopération économique arabo-africaine est restée faible malgré les investissements des entreprises de pays du Golfe dans de nombreux pays africains, alors que la présence de la Chine sur le continent africain se fait fortement sentir dans tous les domaines. L’accent est donc mis sur le domaine économique, et portera sur le développement et les investissements, comme son slogan le montre, ainsi que sur l’activation des potentialités institutionnelles sur le plan de l’action conjointe et des décisions prises lors du 2e sommet, dont la mise en route a été freinée par les révolutions du Printemps arabe, même si certains sujets politiques sont abordés, notamment la situation en Syrie, au Soudan, au Soudan du Sud et en Somalie, les événements concernant les relations israélo-palestiniennes. Le sommet réaffirme les engagements des États membres contre le terrorisme, la criminalité organisée et transfrontalière comme l’enlèvement des otages et le trafic d’êtres humains. La crise du barrage de la Renaissance qui concerne les délégations égyptiennes, soudanaises et éthiopiennes n’est pas à l’ordre du jour mais elle est traitée en marge des travaux du Sommet.

#### Sommet de Malabo (2016): le sommet de la division
Le 4e somme afro-arabe a été organisé le 23 novembre 2016 à Malabo, capitale de la Guinée Équatoriale, donc pour la 1re fois dans un pays d’Afrique non arabe. Malheureusement une délégation sahraouie y ayant été admise, le sommet est immédiatement boycotté par huit pays arabes opposés à cette reconnaissance diplomatique de facto de la République arabe sahraouie démocratique : le Maroc, l’Arabie Saoudite, les Émirats arabes unis, Bahreïn, le Qatar, Oman, la Jordanie, le Yémen et la Somalie. Ce retrait provoque donc l’absence des principaux États arabes non africains et vide le sommet d’une grande partie de son intérêt.

#### 5esommet (2020, reporté)
Le 5e sommet arabo-africain était prévu initialement pour le 16 mars 2020 en Arabie Saoudite, mais on apprenait le 23 février 2020 que celui-ci serait reporté sine die, à la demande de la partie africaine, « pour des questions d’organisation ».
Prévu finalement à Riyad le 11 novembre 2023, le 5e sommet arabo-africain est de nouveau reporté à une date ultérieure, cette fois à la demande de l'Arabie Saoudite, en raison du conflit en cours à Gaza,.
Toutefois malgré le report du sommet, L'Organisation de la coopération islamique, la Ligue arabe et l'Union africaine signe conjointement le 12 novembre 2024, un document pour la création d’un mécanisme de coopération, pour soutenir la cause palestinienne.

### Les organes de la coopération afro-arabe
Les États africains et arabes ont mis en place les organes suivants afin de pouvoir mettre en œuvre les décisions de la Déclaration du Caire :
- Les sommets afro-arabes, prévus en principe tous les trois ans à partir de 1977
- Le Conseil conjoint des ministres, qui se réunit tous les 18 mois et regroupe les ministres des Affaires étrangères de tous les pays participants. Il doit notamment préparer les sommets. Il est prévu qu’il puisse se réunir en session extraordinaire à la demande de la Commission permanente.
- La Commission permanente, qui comporte 24 ministres dont 12 choisis par l’OUA et12 choisis par la Ligue arabe, plus les secrétaires-généraux de ces deux organisations. Elle se réunit deux fois par an, plus d’éventuelles sessions extraordinaires.
- Les groupes de travail : il est établi 8 groupes sectoriels paritaires : commerce, mines et industrie, agriculture, énergie, transports, coopération financière, coopération sociale et culturelle, coopération technique et scientifique.
- Le Comité de coordination : composé du Secrétaire général de la Ligue arabe et du secrétaire administratif de l’OUA, plus du représentant des 12 Etats arabes et du représentant des 12 Etats africains, et de membres ad hoc si nécessaire parmi les présidents ou les rapporteurs des groupes de travail, il est chargé de traiter, sous l’autorité de la Commission permanente, toute question politique ou administrative requérant une décision urgente.
- La Cour, ou Commission ad hoc Afro-Arabe de Conciliation et Arbitrage.
- Le fonds spécial afro-arabe, alimenté à parts égales par des subventions prélevées sur le budget de l’OUA et de la Ligue arabe, et destiné à assurer le fonctionnement des organes de la coopération afro-arabe. Il était de l’ordre de 500 000 dollars pour l’exercice 1977-1978.

La lourdeur du dispositif, mis en place par deux organisation qui elles-mêmes peinent à faire fonctionner leurs propres instances, semble condamner d’entrée la plupart de ces organes à mal, voire à ne pas fonctionner.

## Coopération économique
La coopération économique arabo-africaine a pris son essor à la suite du quadruplement du prix du pétrole en 1973-1974, les pays arabes exportateurs ayant alors souhaité affecter une partie de leurs excédents financiers à des projets de développement. L’aide arabe à l’Afrique a représenté 9,447 milliards de dollars sur la période 1973-1984, toutefois cette aide destinée à l’Afrique n’a représenté que 11% de l’aide arabe aux pays en développement sur la période.

### Instruments et mécanismes de la coopération économique afro-arabe
Les mécanismes institutionnels permettant d’acheminer l’aide économique des pays arabes vers l’Afrique sont de trois types : 
- le transfert de ressources via des banques et fonds nationaux ou multilatéraux de développement, pour environ 45% du total ;
- l’aide fournie directement par des transferts de la trésorerie générale des ministères des finances de pays arabes ;
- la contribution des pays arabes aux institutions internationales : le « fonds de péréquation » du « troisième guichet » de la Banque mondiale, les facilités pétrolières du FMI et son mécanisme de financement supplémentaire, la 4e reconstitution de l’IDA (filiale de la Banque mondiale). Toutefois ces contributions relèvent de l’aide multilatérale et non à proprement parler de la coopération arabo-africaine ; elles ne seront donc pas développées dans cet article.

### Principales institutions
Parmi les institutions effectuant les transferts du premier type, pour la plupart créées dans les années 1970, on trouve :
- 5 institutions bilatérales d’importance inégale :
  - le Fonds saoudien de Développement (FSD), le plus gros contributeur national mais qui écarte certains pays africains de sa coopération en fonction de considérations politico-idéologiques (Éthiopie, Angola, Mozambique, Tanzanie)
  - le Fond koweïtien pour le développement économique arabe (FKDEA), 2e plus gros fonds mais qui écarte également certains pays (Éthiopie, Burkina Faso)
  - le Fonds d’Abu Dhabi pour le développement économique arabe (FADDEA), moins important et surtout très peu engagé en Afrique,
  - le Fonds irakien de développement extérieur (FIDE), a suspendu ses activités en 1982 (à la suite de la guerre avec l’Iran)
  - la Banque Extérieure Arabo-Libyenne (BEAL), dont l’activité est aujourd’hui stoppée.
- 3 institutions multilatérales totalement dédiées à l’Afrique non arabe, créées sous l’égide de la Ligue Arabe en coopération avec l’OUA et la BAD :
  - La Banque Arabe pour le Développement Économique en Afrique (BADEA)
  - Le Fonds spécial d’Aide Arabe aux Pays Africains (FASAAA), opérationnel de 1974 à 1977, issu d’une décision conjointe entre Ligue Arabe et OUA, pour aider les pays africains à payer leurs importations de pétrole,
  - Le Fonds Arabe de Coopération Technique Arabo-Africaine (FATAA)
- 2 institutions internationales de coopération multilatérale principalement contrôlées par des États arabes :
  - Le Fonds de l'OPEP pour le Développement International (FODI, en anglais OFID)
  - La Banque Islamique de Développement (BISD)

Les fonds saoudiens (FSD) et koweïtien (FKDEA), la BADEA, le FODI et la BISD sont les principaux bailleurs de fonds.

### Pratiques des bailleurs
À l’exception du Fonds de l’OPEP et du Fonds d’Aide Arabe Spécial à l’Afrique qui ont fourni des aides de soutien à la balance des paiements, et de la Banque Islamique de Développement, qui finance des opérations de commerce extérieur, les agences arabes d’aide ont limité leurs opérations à des prêts sur projets, pour deux raisons principales : les meilleures perspectives de remboursement des prêts, et le meilleur contrôle de l’utilisation des fonds, la structure des projets rendant plus difficile le détournement de l’aide vers des dépenses militaires, de prestige ou privées.
Le FODI (en anglais OFID), ou Fonds de l’OPEP pour le Développement International, fondé en 1976, a un caractère unique dans la mesure où il fait à la fois des prêts de soutien à la balance des paiements, des prêts de financement de projets et de programmes et des contributions aux organismes internationaux de financement du développement des pays du Tiers-Monde (FIDA). Sa structure administrative est légère et il collabore volontiers avec d’autres financeurs, arabes ou non. Il assortit ses aides à la balance des paiements de conditions sur l’investissement par le pays bénéficiaire, en monnaie locale, dans des projets de développement et sanctionne les emprunteurs en cas de non-respect de ces conditions (raccourcissement de la période de remboursement, augmentation du taux d’intérêt).
De manière croissante, les bailleurs institutionnels arabes ont été amenés à collaborer avec des institutions non arabes, dans ce qui peut être appelé une relation triangulaire qui implique des institutions ou des pays du Nord. Outre les avantages qu’apportent traditionnellement ces montages, à savoir, la répartition des risques, un meilleur contrôle de l’emploi des sommes prêtées, et aussi tout simplement, pour les projets de grande envergure, le fait de dégager une capacité de financement suffisante, cette pratique a permis de respecter les règles imposées par la politique, notamment le boycott israélien, en affectant aux bailleurs arabes des lots non concernés par le boycott. Selon une étude de l’OCDE citée par la BADEA, en 1980-1981, cette formule d’aide a concerné une masse de 22,5 milliards de dollars répartie entre 349 projets.

### Les acteurs privés
Les fonds souverains et les banques privées arabes jouent également un rôle dans l’aide au développement. C’est le cas notamment de :
- la Koweit Investment Company ;
- la Koweit Foreign Trading and Contracting Investment Company (KFTCIC), qui est à l’origine, en 1974, de la création de la Banque Sénégalo-Koweitienne ;
- l'Arab-African Bank (créée en 1964, Égypte) ;
- l'Afro Arab Company for Investment and International Trade (AFARCO).

### Évaluation
La première difficulté pour évaluer l’importance et l’efficacité de l’aide arabe à l’Afrique est d’ordre statistique. Des pays comme l’Algérie ou la Libye, et certaines institutions ou banques privées n’ayant pas publié de chiffres. Par ailleurs la chute des revenus du pétrole et les problèmes politiques ont diminué voire stoppé la capacité d’aide de plusieurs des pays arabes impliqués initialement. Pendant la première décennie, lorsque les cours du pétrole sont au plus haut l’aide arabe représente 12,5% de l’aide publique totale à l’Afrique. Il s’agit d’une part de 11% de l’aide totale consentie aux pays en développement par les pays arabes.
Pour l’économiste sénégalais Charbel Zarour, qui écrit en 1986, l’apport de l’aide arabe n’a permis le développement ni de la partie africaine ni de la partie arabe. Malgré les transferts financiers, le commerce ne s’est guère développé. Citant le Dr Ayari, président de la BADEA, il évoque à ce sujet l’ « indifférence » des deux parties envers le volet « échanges commerciaux » des accords du Caire, la coopération arabo-africaine ayant été vue par tous essentiellement comme une assistance financière. Le niveau de développement des pays aidés n’a pas progressé, ni en termes de transferts de technologie, ni en termes d’amélioration de la qualité de vie des peuples. « La dépendance technologique et commerciale des pays arabes comme africains s’est au contraire accentuée de manière considérable », écrit Charbel Zarour. L’agriculture africaine elle-même est devenue plus dépendante des importations qu’elle ne l’était dans les années 1960. S’appuyant sur une batterie d’indicateurs économiques, l’auteur considère donc que l’ « aide », avec ou sans la participation arabe, a au fond servi les intérêts néo-coloniaux en insérant les pays en développement plus profondément dans le mécanisme du commerce international conçu et piloté par des firmes multinationales et des capitaux étrangers.
En 2010, Philippe Hugon note que les pays pétroliers arabes, surtout l’Arabie saoudite et les Émirats arabes unis, et l’Iran, jouent un rôle croissant en Afrique dans un contexte d’enjeux pétroliers et de capacités de financement toujours importants mais aussi de montée en puissance du religieux, avec des appuis surtout en Afrique musulmane, via des circuits officiels (par exemple la Banque Islamique de Développement) ou non (tels les réseaux libanais). Les IDE en provenance du monde arabe et de l’Iran sont en forte croissance entre 2000 et 2008, la finance islamique, promue par les pays du Golfe et l’Iran, représentant un potentiel de 700 milliards de dollars au niveau mondial.

## Une coopération culturelle limitée
Principale initiative commune, en 2002, la Ligue arabe et l’Union africaine ont fondé à Bamako, capitale du Mali, l’Institut Afro-Arabe pour la culture et les études stratégiques. Cet institut organise des séminaires, des conférences, des formations, des expositions et des événements sportifs. En outre, il assure la publication de livres sur le patrimoine africain, notamment une série d'ouvrages sur les manuscrits africains.
Bien que la coopération afro-arabe soit célébrée comme la plus ancienne parmi les relations de coopération régionales, et qu’on lui attribue des composantes politiques, économiques, culturelles et humaines, « créées au fil des siècles par la mobilité sociale et l'interaction culturelle entre les arabes et les africains », elle est minée par un certain nombre de non-dits.
- La traite négrière arabe, dont l’impact sur le continent a été massif, a fait l’objet de présentations d’excuses par Mouammar Khadafi lors du sommet arabo-africain de Syrte en 2010. S’étendant sur 13 siècles, elle aurait concerné 17 millions de déportés, soit en moyenne 6 000 par an, mais l’ethnologue Tidiane N'Diaye émet l’hypothèse que pour un captif « exporté » vers le monde arabe, 3 à 4 personnes soient mortes pendant le voyage en raison des massacres lors des raids, de la dureté des conditions de vie des captifs, des mauvais traitements et des opérations de castration réalisées dans des conditions peu propices[20]. Une saignée aussi massive et prolongée est facteur de méfiance.
- Le diplomate égyptien Boutros Boutros-Ghali signale ainsi les principales faiblesses des idées développées par la Déclaration du Caire de 1977 sur les relations culturelles et sociales entre les pays arabes et l’Afrique[3] : « les véritables problèmes de la coopération socio-culturelle afro-arabe sont passés sous silence, à savoir la diffusion de la langue arabe en Afrique, le rayonnement de l’Islam et la présence scientifique et technique européenne tant en Afrique que dans le monde arabe. (…) Les relations arabo-européennes et les relations afro-européennes sont autrement importantes que les relations afro-arabes. Comment calmer certaines appréhensions africaines face au dynamisme de l’Islam et à la pénétration de l’arabe dans les États anglophones et francophones ? Comment promouvoir le dialogue afro-arabe en passant par le dialogue afro-européen et arabo-européen ? Autant de problèmes que la Déclaration du Caire a omis d’aborder. »

En 2010, Philippe Hugon observe que les influences arabes s’opèrent à présent au travers le champ du religieux, par le soutien aux mosquées, écoles coraniques, médersas, chaque intervenant cherchant à coupler son aide financière avec un soutien sélectif envers ceux qui adoptent sa tradition religieuse propre. C'est notoirement le cas de l'Arabie saoudite qui fait la promotion du wahhabisme en passant par l'Université islamique de Médine et le financement de Conférence islamique internationale. L'Arabie saoudite anime par ailleurs l'Organisation de la coopération islamique dont le siège est à Djeddah. L'islam africain traditionnel, dont la traditions est souvent syncrétique (mouridisme,Qadiriyya, Sanousiyya, ...), se trouve alors confronté aux critiques aussi virulentes que concurrentes des mouvements wahhabites, salafistes et chiites.